# Sean McGoldrick
Sean Thomas McGoldrick (* 3. Dezember 1991 in Newport, Wales) ist ein britischer Boxer im Bantamgewicht.

## Amateurkarriere
Sean McGoldrick ist irischer Abstammung und in der Siedlung Bettws in Newport aufgewachsen. Im Alter von acht Jahren begann er mit dem Boxsport und wurde anfangs von Tony Borg trainiert. Sein Bruder Liam McGoldrick war ebenfalls Boxer. Sean McGoldrick war sechs Jahre lang Mitglied im britischen Nationalteam und wurde 2010 in Wales zum Junior Sportsman of the Year gewählt. Seine Amateurbilanz beträgt 165 Siege und 35 Niederlagen.
Nachdem er 2009 noch das Viertelfinale der Jugend-Europameisterschaften in Polen erreicht hatte, wurde er 2010 erstmals Waliser Meister mit einem Finalsieg gegen Joseph Cordina. Zudem nahm er bei den Commonwealth Games 2010 in Indien teil, wo er mit Siegen gegen Jessie Lartey, Tyrone McCullough und Bruno Julie das Finale erreichte. Dort unterlag er zwar knapp mit 7:7+ gegen Manju Wanjarachchi, dieser war jedoch nach dem Kampf positiv auf Doping getestet worden, worauf McGoldrick nachträglich zum Sieger ernannt wurde.
Als amtierender Commonwealth-Champion startete er 2011 bei den Europameisterschaften in Ankara und den Weltmeisterschaften in Baku, verlor jedoch jeweils im ersten Kampf gegen Furkan Ulaş Memiş. Im November 2011 gewann er noch ein Turnier in London gegen Luke Boyd und Worapoj Petchkoom sowie im April 2012 ein weiteres Turnier in Estland mit Siegen gegen Ruslanas Jefremovas und Joe Ham. Im Dezember 2012 unterlag er im Achtelfinale der U22-Europameisterschaften in Russland gegen Wladimir Nikitin.
Bei den Europameisterschaften 2013 in Minsk schied er gegen Selçuk Eker und bei den Weltmeisterschaften 2013 in Almaty gegen Jhonny Blanco aus. 2014 konnte er das Strandja-Turnier in Bulgarien gewinnen, wobei er Alexandru Usatenco, Stefano Gasparri, Artem Chotenow und Segundo Padilla schlug. Zudem gewann er eine Bronzemedaille bei den Commonwealth Games 2014 in Schottland. Nach Siegen gegen Jackson Woods und Ayabonga Sonjica, verlor er im Halbfinale gegen Michael Conlan. Im November 2015 siegte er beim Tammer-Turnier in Finnland durch Siege gegen Ryuji Kanaka und Adrian Kowal.
2012, 2013 und 2015 boxte er für das Team British Lionhearts in der World Series of Boxing (WSB) und gewann vier von sieben Kämpfen.

## Profikarriere
Im März 2017 unterzeichnete er einen Profivertrag beim britischen Promoter Matchroom Boxing. Er wird von MTK Global gemanagt und von Gavin Rees trainiert. Sein Profidebüt gewann er am 25. März 2017 in Manchester gegen Brett Fidoe. Im August 2019 verlor er nach Punkten gegen Thomas Essomba.
Am 10. Februar 2023 besiegte er Scott Allan beim Kampf um die Britische- und Commonwealth-Meisterschaft im Bantamgewicht.